# 弯短距乌头
弯短距乌头（学名：Aconitum brevicalcaratum var. lauenerianum）为毛茛科乌头属下的一个变种。

## 扩展阅读
- 維基物種上的相關：弯短距乌头